# Rezerwat przyrody Draplavý
Rezerwat przyrody Draplavý (cz. Přírodní rezervace Draplavý) – rezerwat przyrody w Czechach, w kraju morawsko-śląskim, w powiecie Frydek-Mistek, w pobliżu miejscowości Stare Hamry. Powstał w 2004 i obejmuje 20,9073 ha powierzchni (dodatkowo otulina wynosi 11,36 ha) w granicach CHKO Beskidy, w górnym odcinku potoku Stýskalonka, na wysokości 600–750 m n.p.m.
Rezerwat chroni pierwotny las jodłowo-bukowy, aczkolwiek większość drzewostanu na terenie rezerwatu stanowi świerk. Wody potoku Stýskalonka odsłoniły profile skał podłoża.